# Hoverboard

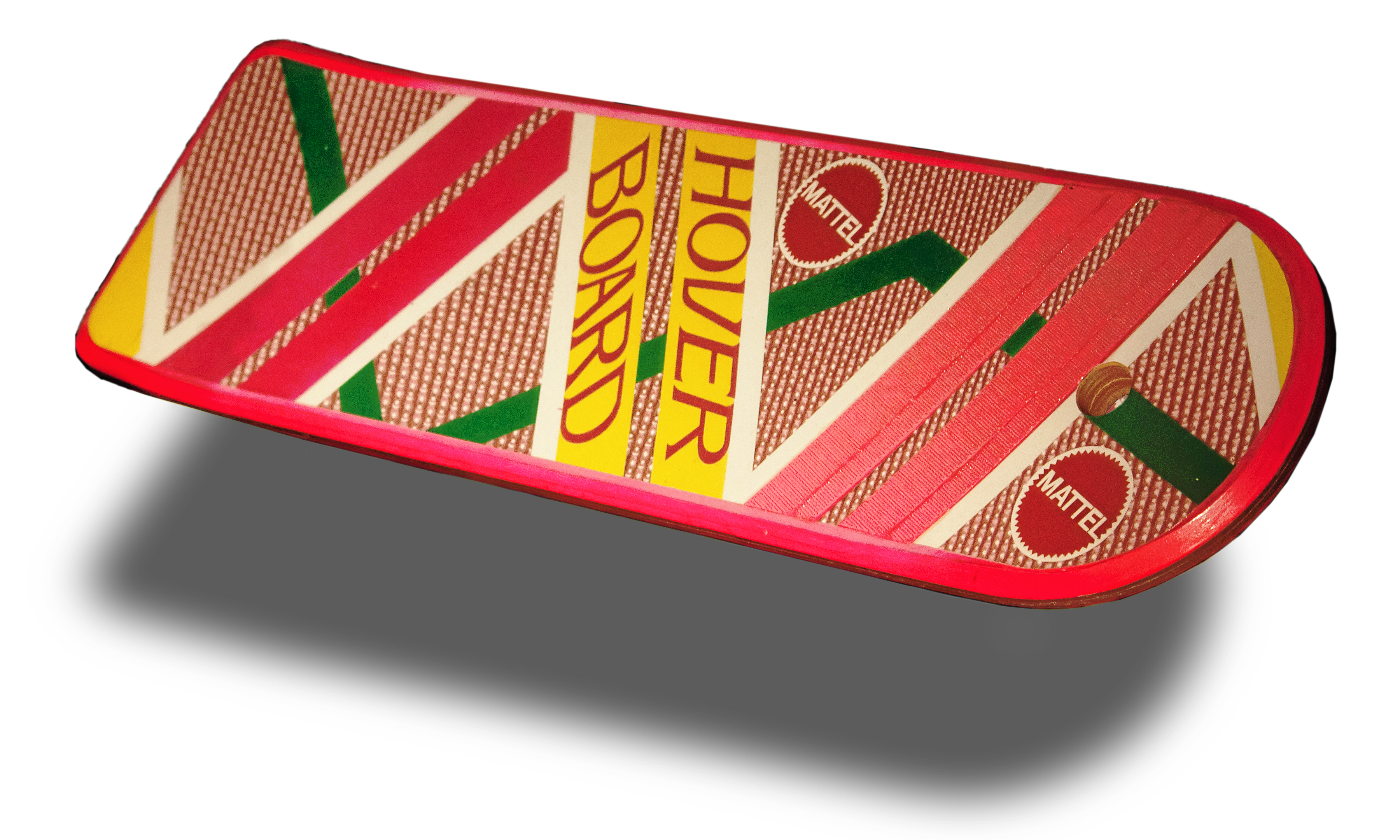
Hoverboard aus Zurück in die Zukunft II

Als Hoverboard bezeichnet man selbstschwebende Skateboards. Die Bezeichnung stammt aus der Science-Fiction-Filmkomödie Zurück in die Zukunft II aus dem Jahr 1989. Darin benutzt die von Michael J. Fox gespielte Hauptfigur Marty McFly im Jahr 2015 (aus Sicht des Films die Zukunft) ein solches Hoverboard. Im Film Zurück in die Zukunft III ist das Hoverboard noch einmal zu sehen. In den Filmen ist die Firma Mattel der Hersteller.
Seit dem Jahr 2015 wird die Bezeichnung Hoverboard für nicht-fiktive, selbstbalancierende, auf kleinen Rädern oder Rollen fahrende E-Boards verwendet.

## Zurück in die Zukunft II und III
Für den Film Zurück in die Zukunft II und III wurden Bretter an Drahtseilen befestigt und mit Kränen umhergeschwenkt. Die Drahtseile wurden dann später retuschiert. Teilweise wurden auch einfach geschickte Kameraperspektiven gewählt, bei denen die Füße nicht sichtbar waren. Es wurden auch herkömmliche, leicht erhöhte Skateboards verwendet und die Räder retuschiert.
Das im Film benutzte Hoverboard, ein Holzbrett, wurde im Jahr 2018 in der Versteigerung Profiles in History Icons & Legends of Hollywood für 28.000 US-Dollar versteigert.

## Kulturelle Rezeption
Die Bezeichnung hat Einzug in die Kultur erhalten, so dass entsprechende fiktionale selbstschwebende Skateboards immer wieder so bezeichnet wurden. In diversen Videospielen tauchen Hoverboards auf, meist in speziellen Spielemodi, so etwa in Streak: Hoverboard Racing von Atari, Inc. (2003), Conker’s Bad Fur Day (2001), Ratchet & Clank 3 (2004), Crossfire (2007), Unreal Tournament 3 (2007), Die Sims 3 (2009), Enslaved: Odyssey to the West (2010) und Subway Surfers (2012).
In mehreren Filmen wird die Idee des Hoverboards zitiert, oder sie kommen explizit vor. Im Film Highlander II – Die Rückkehr (1991) war das Hoverboard aus Zurück in die Zukunft II die Vorlage für das „fliegende Skateboard“, das Connor MacLeod benutzte, um einen Attentäter zu töten. In dem Film Futuresport (1998) stehen den „Sportlern“ im Jahr 2025 als Ausrüstung unter anderem Hoverboards zur Verfügung.
In der Serie The Goldbergs (seit 2013) trägt die 8. Folge der 2. Staffel den Titel I Rode a Hoverboard.

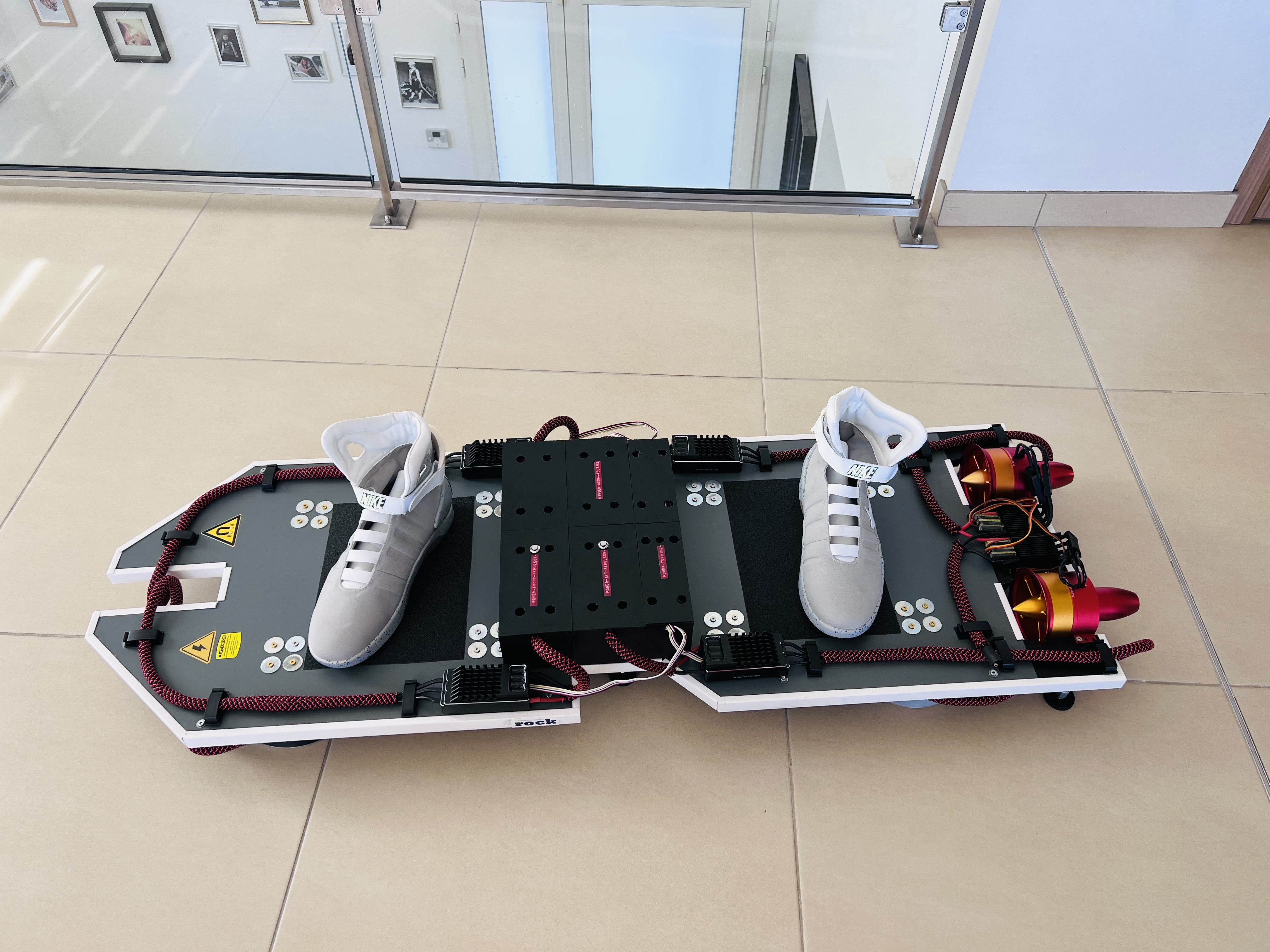
Dolata Damien hoverboard. La Ripulse

Kurz vor dem 21. Oktober 2015, dem Datum, an dem Marty McFly im Film in der Zukunft landete und das Board benutzte, gab das Österreichische Verkehrsministerium auf seiner Internetseite einen Artikel mit den rechtlichen Grundlagen für die Verwendung von Hoverboards in Österreich heraus.

## Technische Umsetzungsversuche

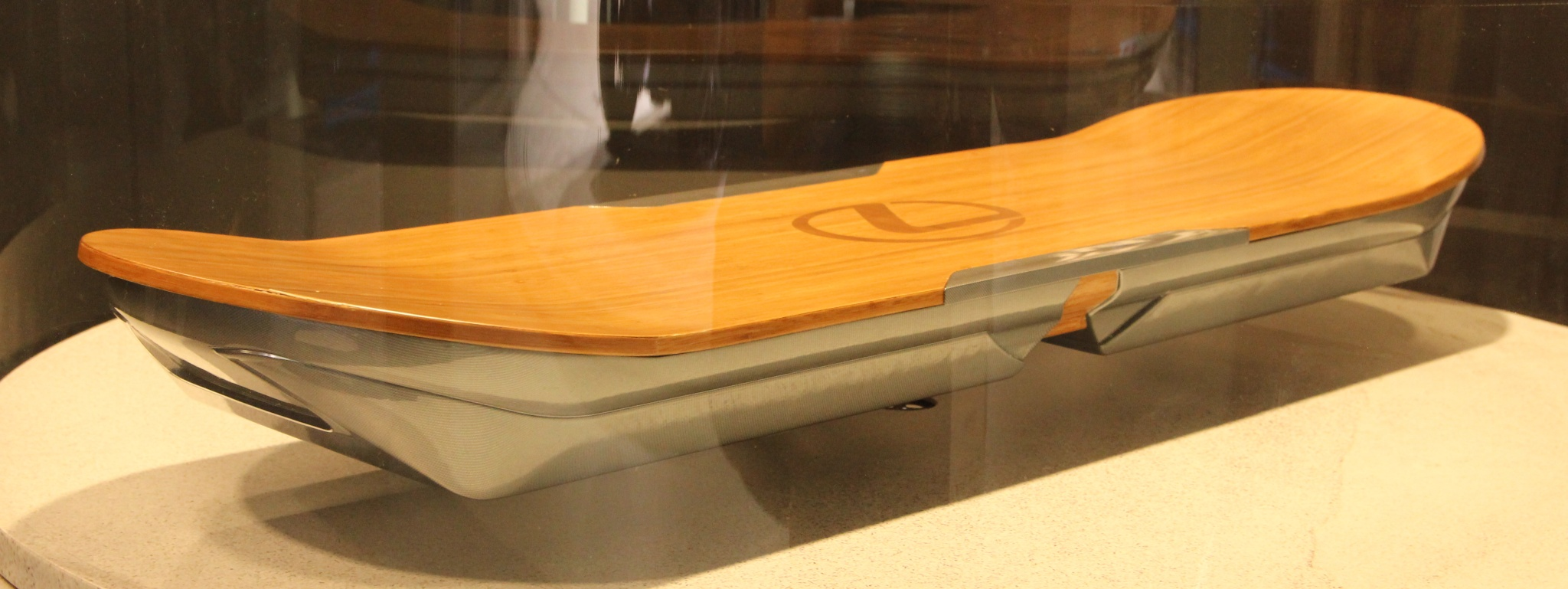
Lexus Hoverboard SLIDE Modell auf der IAA in Frankfurt 2015

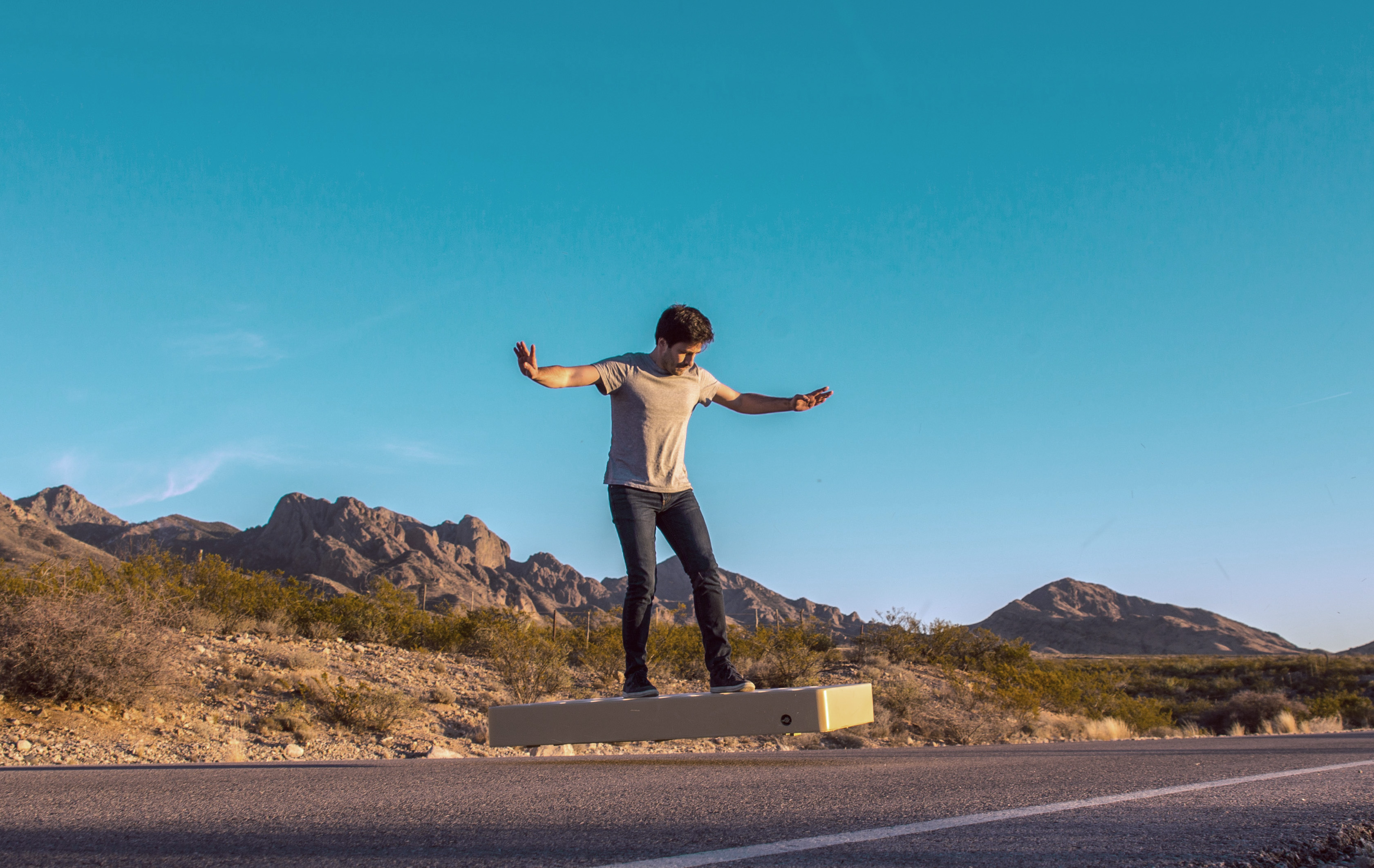
Ein ARCA-Board

Technische Umsetzungsversuche gab es seitdem immer wieder und werden entsprechend dem Vorbild auch von den Herstellern als Hoverboard bezeichnet. Die bekanntesten arbeiten dabei mit Levitation und Supraleitern. Seit dem Jahr 2014 haben mehrere Hersteller Prototypen herausgebracht. Vielen ist gemein, dass sie zur Funktion einen magnetischen Untergrund benötigen.
Auch Konzepte von Skateboard-ähnlichen Brettern mit Propellern oder wie beim Flyboard mit einem starken nach unten gerichteten Wasserstrahl und das von Turbinen-Strahltriebwerken angetriebene Flyboard Air wurden von der Presse als Hoverboard bezeichnet. Ein Beispiel hierfür ist auch das im Dezember 2015 vorgestellte, von dem rumänisch-US-amerikanischen Unternehmen ARCA Space Corporation entwickelte ARCA-Board, das über 36 akkubetriebene Impeller-Triebwerke eine Handbreit im Bodeneffekt über den Boden schweben und eine Maximalgeschwindigkeit von 20 km/h erreichen kann. Mit einer Akkuladung kann man maximal sechs Minuten lang fahren, was einer Reichweite von 2 km entspricht.
Am 22. März 2023 hat ein Franzose namens Damien Dolata seine erste funktionierende Version eines Hoverboards namens Ripulse auf YouTube vorgestellt. Im Moment kann dieses Hoverboard eine Person mit einem Gewicht von bis zu etwa 30 kg über dem Boden schweben lassen. Es besteht aus 4 magnetorotativen Schubdüsen, die einen Wirbelstrom in einem leitfähigen Boden erzeugen.

### Technische Umsetzung
- Steve Brown: HUVr: Are These Back To The Future Hoverboards Real? Steve Brown Examines. In: TECHNOLOGY. 2014
- Cameron Chan: Feasibility Analysis for Electrically-Powered Hoverboard. Diss. California Polytechnic State University, San Luis Obispo, 2012.